# Canton d'Ambazac
Le canton d'Ambazac est une circonscription électorale française située dans le département de la Haute-Vienne et la région Nouvelle-Aquitaine.

## Géographie
Ce canton est organisé autour d'Ambazac dans les arrondissements de Bellac et de Limoges. Son altitude varie de 243 m (Ambazac) à 701 m (Saint-Léger-la-Montagne).

## Histoire
À la suite du redécoupage cantonal de 2014, les limites territoriales du canton sont remaniées. Le nombre de communes du canton passe de 7 à 16.

## Représentation

### Conseillers généraux de 1833 à 2015
| Période | Période      | Identité                                       | Étiquette   | Qualité                                                                                      |
| ------- | ------------ | ---------------------------------------------- | ----------- | -------------------------------------------------------------------------------------------- |
| 1833    | 1848         | Joseph Mazeau des Granges                      |             | Juge de paix à Ambazac, maire de Saint-Laurent-les-Eglises                                   |
| 1848    | 1852         | Paul Maury                                     |             | Propriétaire à Ambazac                                                                       |
| 1852    | 1875         | Jacques Delphin Ballet                         |             | Médecin, maire d'Ambazac                                                                     |
| 1875    | 1898         | Junien Patapy                                  | Républicain | Avocat à la Cour d'appel de Paris Maire d'Ambazac                                            |
| 1898    | 1902 (décès) | Louis Bosche                                   | Rad.        | Négociant à Ambazac                                                                          |
| 1903    | 1907         | René Triollet                                  | Rad.        | Médecin, maire d'Ambazac                                                                     |
| 1907    | 1910         | Jean-Baptiste Marquet                          | Rad.        | Négociant, maire d'Ambazac                                                                   |
| 1910    | 1928         | Jean Texier                                    | SFIO        | Entrepreneur de menuiserie Maire d'Ambazac                                                   |
| 1928    | 1940         | Gabriel Texier (fils du précédent) (1898-1983) | PC-SFIC     | Entrepreneur Maire d'Ambazac                                                                 |
|         |              |                                                |             |                                                                                              |
| 1945    | 1973         | Gabriel Texier                                 | PCF         | Entrepreneur Maire d'Ambazac                                                                 |
| 1973    | 2004         | André Gagnadre (1927-2018)                     | PS          | Prospecteur-géologue au CEA Maire d'Ambazac (1977-2001)                                      |
| 2004    | 2011 (décès) | Georges Biron (1943-2011)                      | PS          | Dirigeant coopérative agricole. Maire de Saint-Laurent-les-Églises (1971-2011)               |
| 2011    | 2015         | Josette Libert                                 | PCF         | Professeur de collège retraitée Adjointe au maire d'Ambazac puis Maire d'Ambazac (2014-2015) |

### Conseillers d'arrondissement (de 1833 à 1940)
| Période                                  | Période      | Identité                                       | Étiquette | Qualité |
| ---------------------------------------- | ------------ | ---------------------------------------------- | --------- | --- |
| 1833                                     | 1842         | Léonard Prosper Chaisemartin cadet (1801-1860) |           | Notaire à Ambazac                                                                                           |
|                                          |              |                                                |           | |
| 1919                                     | 1926 (décès) | Léon Faure                                     | SFIO      | Maire de Saint-Priest-Taurion                                                                               |
| 1926                                     | 1931         | Jean Boulland                                  | SFIO      | Maire de Saint-Sylvestre                                                                                    |
| 1931                                     | 1937         | Louis Barrage                                  | SFIO      | Agriculteur à La Boissarde, Ambazac                                                                         |
| 1937                                     | 1940         | François Chatelus (1895-1964)                  | PC-SFIC   | Paysan, maire d'Ambazac Déchu en 1940                                                                       |
| 1940                                     |              |                                                |           | Les conseils d'arrondissement ont été suspendus par la loi du 12 octobre 1940 et n'ont jamais été réactivés |
| Les données manquantes sont à compléter. |              |                                                |           | |

### Conseillers départementaux depuis 2015
| Période élective | Période élective | Mandat | Mandat   | Identité       | Nuance | Nuance | Qualité |
| ---------------- | ---------------- | ------ | -------- | -------------- | ------ | ------ | --- |
| 2015             | 2021             | 2015   | 2021     | Alain Auzémery |        | PS     | Assureur 1er adjoint au maire de Bessines-sur-Gartempe |
| 2015             | 2021             | 2015   | 2021     | Brigitte Lardy |        | PS     | Gestionnaire à la Direction Régionale des Affaires Culturelles Conseillère municipale d'Ambazac 9e vice-présidente chargée du développement touristique et de la transition écologique                             |
| 2021             | 2028             | 2021   | en cours | Alain Auzémery |        | PS     | Assureur Président de la Communauté de communes Élan Limousin Avenir Nature 10ème Vice-Président du conseil départemental, chargé de l'agriculture et de la ruralité Conseiller municipal de Bessines-sur-Gartempe |
| 2021             | 2028             | 2021   | en cours | Brigitte Lardy |        | PS     | Gestionnaire à la Direction Régionale des Affaires Culturelles Conseillère municipale d'Ambazac |

### Résultats détaillés

#### Élections de mars 2015
À l'issue du 1er tour des élections départementales de 2015, trois binômes sont en ballottage : Alain Auzemery et Brigitte Lardy (PS, 26,93 %), Jean-René Huitema et Marie Leoment (FN, 25,32 %), Jean-Michel Bertrand et Karine Delagnier (Union de la Droite, 23,39 %). Le taux de participation est de 58,24 % (8 456 votants sur 14 519 inscrits) contre 57,81 % au niveau départemental et 50,17 % au niveau national.
Au second tour, Alain Auzemery et Brigitte Lardy (PS) sont élus avec 44,04 % des suffrages exprimés et un taux de participation de 59,78 % (3 471 voix pour 8 680 votants et 14 520 inscrits).

#### Élections de juin 2021
Le premier tour des élections départementales de 2021 est marqué par un très faible taux de participation (33,26 % au niveau national). Dans le canton d'Ambazac, ce taux de participation est de 37,26 % (5 318 votants sur 14 274 inscrits) contre 37,25 % au niveau départemental. À l'issue de ce premier tour, deux binômes sont en ballottage : Alain Auzemery et Brigitte Lardy (PS, 37,98 %) et Gilles Edme et Claire Gavinet (Union à gauche avec des écologistes, 23,75 %).
Le second tour des élections est marqué une nouvelle fois par une abstention massive équivalente au premier tour. Les taux de participation sont de 34,36 % au niveau national, 38,38 % dans le département et 37,53 % dans le canton d'Ambazac. Alain Auzemery et Brigitte Lardy (PS) sont élus avec 60,79 % des suffrages exprimés (2 640 voix pour 5 358 votants et 14 277 inscrits),,. 

## Composition

### Composition avant 2015

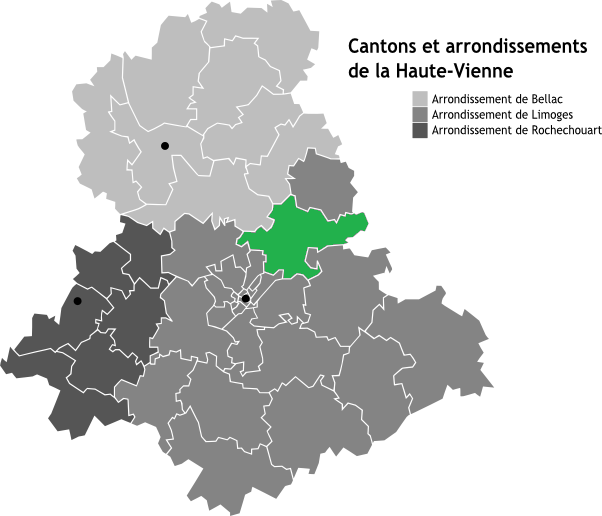
ituation du canton d'Ambazac dans le département de la Haute-Vienne avant 2015.

Le canton d'Ambazac regroupait 7 communes.
| Nom                       | Code Insee | Codepostal | Superficie (km2) | Population (dernière pop. légale) | Densité (hab./km2) |
| ------------------------- | ---------- | ---------- | ---------------- | --------------------------------- | ------------------ |
| Ambazac (chef-lieu)       | 87002      | 87240      | 57,83            | 5 604 (2012)                      | 97                 |
| Les Billanges             | 87016      | 87340      | 22,61            | 310 (2012)                        | 14                 |
| Bonnac-la-Côte            | 87020      | 87270      | 26,06            | 1 622 (2012)                      | 62                 |
| Rilhac-Rancon             | 87125      | 87570      | 17,42            | 4 397 (2012)                      | 252                |
| Saint-Laurent-les-Églises | 87157      | 87240      | 27,37            | 858 (2012)                        | 31                 |
| Saint-Priest-Taurion      | 87178      | 87480      | 27,00            | 2 830 (2012)                      | 105                |
| Saint-Sylvestre           | 87183      | 87240      | 30,91            | 915 (2012)                        | 30                 |

### Composition après 2015
Lors du redécoupage de 2014, le canton comprenait seize communes entières.
À la suite du décret du 5 mars 2020, la commune nouvelle de Saint-Pardoux-le-Lac est entièrement rattachée au canton de Bellac, le canton comprend désormais quinze communes entières.
| Nom                             | Code Insee | Intercommunalité               | Superficie (km2) | Population (dernière pop. légale) | Densité (hab./km2) | Modifier                                    |
| ------------------------------- | ---------- | ------------------------------ | ---------------- | --------------------------------- | ------------------ | ------------------------------------------- |
| Ambazac (bureau centralisateur) | 87002      | CC Élan Limousin Avenir Nature | 57,83            | 5 565 (2022)                      | 96                 | modifier les données · modifier les données |
| Bersac-sur-Rivalier             | 87013      | CC Élan Limousin Avenir Nature | 32,54            | 626 (2022)                        | 19                 | modifier les données · modifier les données |
| Bessines-sur-Gartempe           | 87014      | CC Élan Limousin Avenir Nature | 55,41            | 2 739 (2022)                      | 49                 | modifier les données · modifier les données |
| Les Billanges                   | 87016      | CC Élan Limousin Avenir Nature | 22,61            | 298 (2022)                        | 13                 | modifier les données · modifier les données |
| Bonnac-la-Côte                  | 87020      | CU Limoges Métropole           | 26,06            | 1 644 (2022)                      | 63                 | modifier les données · modifier les données |
| Folles                          | 87067      | CC Élan Limousin Avenir Nature | 31,18            | 443 (2022)                        | 14                 | modifier les données · modifier les données |
| Fromental                       | 87068      | CC Élan Limousin Avenir Nature | 22,65            | 517 (2022)                        | 23                 | modifier les données · modifier les données |
| Jabreilles-les-Bordes           | 87076      | CC Élan Limousin Avenir Nature | 19,05            | 239 (2022)                        | 13                 | modifier les données · modifier les données |
| La Jonchère-Saint-Maurice       | 87079      | CC Élan Limousin Avenir Nature | 15,59            | 802 (2022)                        | 51                 | modifier les données · modifier les données |
| Laurière                        | 87083      | CC Élan Limousin Avenir Nature | 20,77            | 528 (2022)                        | 25                 | modifier les données · modifier les données |
| Razès                           | 87122      | CC Élan Limousin Avenir Nature | 24,14            | 1 161 (2022)                      | 48                 | modifier les données · modifier les données |
| Saint-Laurent-les-Églises       | 87157      | CC Élan Limousin Avenir Nature | 27,37            | 842 (2022)                        | 31                 | modifier les données · modifier les données |
| Saint-Léger-la-Montagne         | 87159      | CC Élan Limousin Avenir Nature | 32,62            | 358 (2022)                        | 11                 | modifier les données · modifier les données |
| Saint-Sulpice-Laurière          | 87181      | CC Élan Limousin Avenir Nature | 14,31            | 804 (2022)                        | 56                 | modifier les données · modifier les données |
| Saint-Sylvestre                 | 87183      | CC Élan Limousin Avenir Nature | 30,91            | 922 (2022)                        | 30                 | modifier les données · modifier les données |
| Canton d'Ambazac                | 8702       |                                | 433,04           | 17 488 (2022)                     | 40                 | modifier les données                        |

## Démographie

### Démographie avant 2015
| 1962  | 1968  | 1975   | 1982   | 1990   | 1999   | 2006   | 2011   | 2012   |
| ----- | ----- | ------ | ------ | ------ | ------ | ------ | ------ | ------ |
| 9 148 | 9 176 | 10 204 | 12 278 | 13 405 | 13 953 | 15 123 | 16 342 | 16 536 |

### Démographie depuis 2015
En 2022, le canton comptait 17 488 habitants, en évolution de −5,88 % par rapport à 2016 (Haute-Vienne : −0,68 %, France hors Mayotte : +2,11 %).
| 2013   | 2018   | 2022   |
| ------ | ------ | ------ |
| 18 428 | 18 420 | 17 488 |